# Antiracotis uhiligi
Antiracotis uhiligi är en fjärilsart som beskrevs av Embrik Strand 1908. Antiracotis uhiligi ingår i släktet Antiracotis och familjen mätare. Inga underarter finns listade i Catalogue of Life.